# Бабаєв Мірзо Бабайович
Мірзо Бабайович Бабаєв  (5 липня 1926, місто Куляб, тепер Таджикистан — 9 травня 2016, місто Душанбе, Таджикистан) — радянський таджицький державний діяч, секретар ЦК КП Таджикистану, заступник голови Ради міністрів Таджицької РСР — голова Державного планового комітету Таджицької РСР. Депутат Верховної ради Таджицької РСР 7—11-го скликань. Герой Соціалістичної Праці (8.04.1971). 

## Життєпис
Народився в селянській родині. З 1944 до 1950 року служив у Радянській армії.
З травня до червня 1950 року працював інспектором уповноваженого Міністерства заготівель СРСР по Кулябській області Таджицької РСР.
У 1950—1952 роках — уповноважений Міністерства заготівель СРСР по Дангаринському району Таджицької РСР.
Член ВКП(б) з 1951 року.
У 1952—1953 роках — уповноважений Міністерства заготівель СРСР по Ховалінгському району Таджицької РСР.
У 1953—1954 роках — начальник управління сільського господарства та заготівель виконавчого комітету Ховалінгської районної ради депутатів трудящих Таджицької РСР.
У 1954—1955 роках — уповноважений Міністерства заготівель СРСР по Ховалінгському району Таджицької РСР.
У 1955—1956 роках — голова виконавчого комітету Ховалінгської районної ради депутатів трудящих Таджицької РСР.
У 1956—1957 роках — завідувач організаційного відділу Совєтського районного комітету КП Таджикистану.
У 1957—1958 роках — заступник голови виконавчого комітету Совєтської районної ради депутатів трудящих Таджицької РСР.
У 1959—1962 роках — слухач Ташкентської Вищої партійної школи.
У 1962—1963 роках — директор тваринницького радгоспу «Мумінабад» Кулябського району Таджицької РСР.
У 1963—1964 роках — голова виконавчого комітету Восейської районної ради депутатів трудящих Таджицької РСР.
У 1964—1965 роках — секретар парткому Восейського виробничого колгоспно-радгоспного управління.
У 1965—1973 роках — 1-й секретар Восейського районного комітету КП Таджикистану.
У 1968 році закінчив заочно Таджицький державний університет імені Леніна за спеціальністю економіка сільського господарства.
20 березня 1973 — 30 листопада 1983 року — секретар ЦК КП Таджикистану із питань сільського господарства.
28 листопада 1983 — 21 січня 1988 року — заступник голови Ради міністрів Таджицької РСР — голова Державного планового комітету Таджицької РСР.
З 1988 року — персональний пенсіонер у місті Душанбе.
Перебуваючи на пенсії, був радником голови Ради міністрів Таджицької РСР з розвитку садівництва та виноградарства.
З 1993 до 2009 року — голова Ради банку відкритого акціонерного товариства «Агроінвестбанк» у Душанбе.
Був автором низки книг, виданих таджицькою та російською мовами. У книзі «Рядки з життя» (2000) поєднував автобіографію та оцінку політичних подій у республіці в 1990—1992 роках. Друга книга «Роздуми» (2007) присвячена проблемам розвитку Таджикистану. Також автор книг «Погляд» (російською мовою, 2006) та «Чому ми бідні» (2012).
Помер 9 травня 2016 року в місті Душанбе.

## Нагороди і звання
- Герой Соціалістичної Праці (8.04.1971) — за видатні успіхи, досягнуті у розвитку сільськогосподарського виробництва та виконання п'ятирічного плану продажу державі продуктів землеробства та тваринництва
- орден Леніна (8.04.1971)
- орден Жовтневої Революції (10.12.1973)
- три ордени Трудового Червоного Прапора (3.04.1965, 25.12.1976, 26.02.1981)
- орден «Золота зірка Співдружності» (СНД) (2008)
- медаль «За доблесну працю. В ознаменування 100-річчя з дня народження Володимира Ілліча Леніна» (1970)
- медалі
- три Почесні грамоти Президії Верховної ради Таджицької РСР
- Заслужений працівник сільського господарства Таджицької РСР (1986)